# Nephilengys papuana
Espèce
Synonymes
- Nephilengys malabarensis papuana Thorell, 1881
- Nephilengys rainbowi Hogg, 1899

Statut de conservation UICN

 LC  : Préoccupation mineure
Nephilengys papuana est une espèce d'araignées aranéomorphes de la famille des Araneidae.

## Distribution

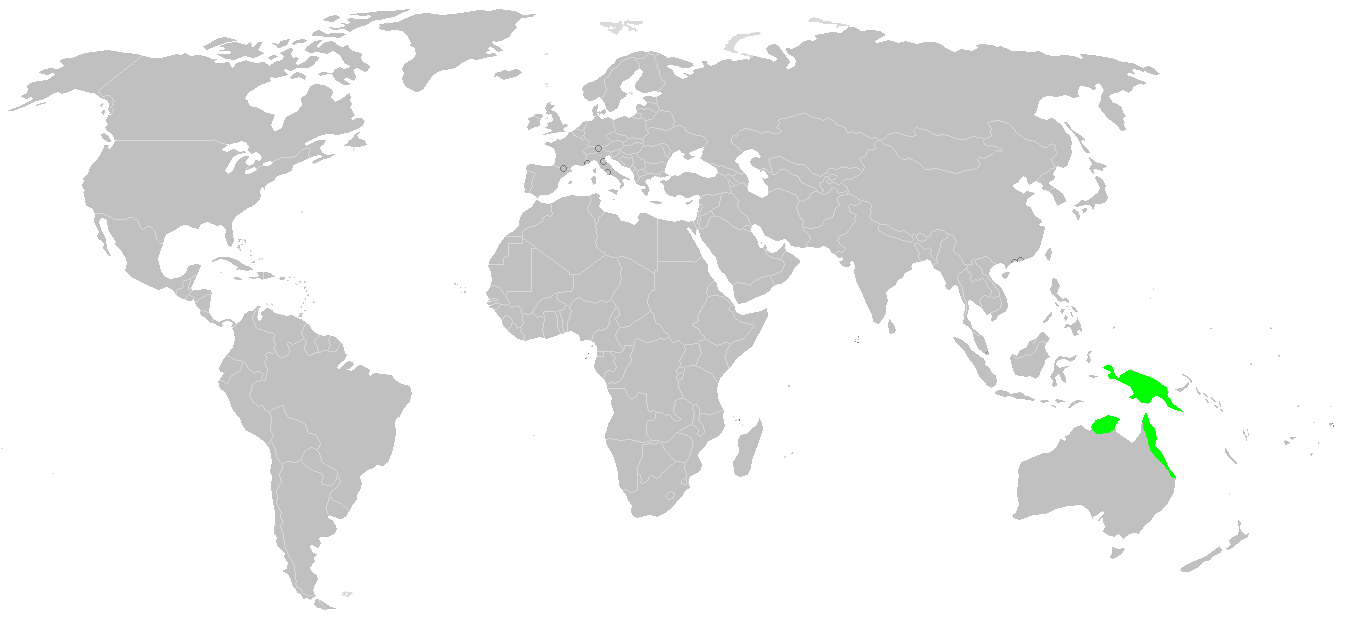
Distribution

Cette espèce se rencontre en Papouasie-Nouvelle-Guinée en Nouvelle-Guinée orientale, en Indonésie en Nouvelle-Guinée occidentale et en Australie au Queensland et au Territoire du Nord,.

## Description

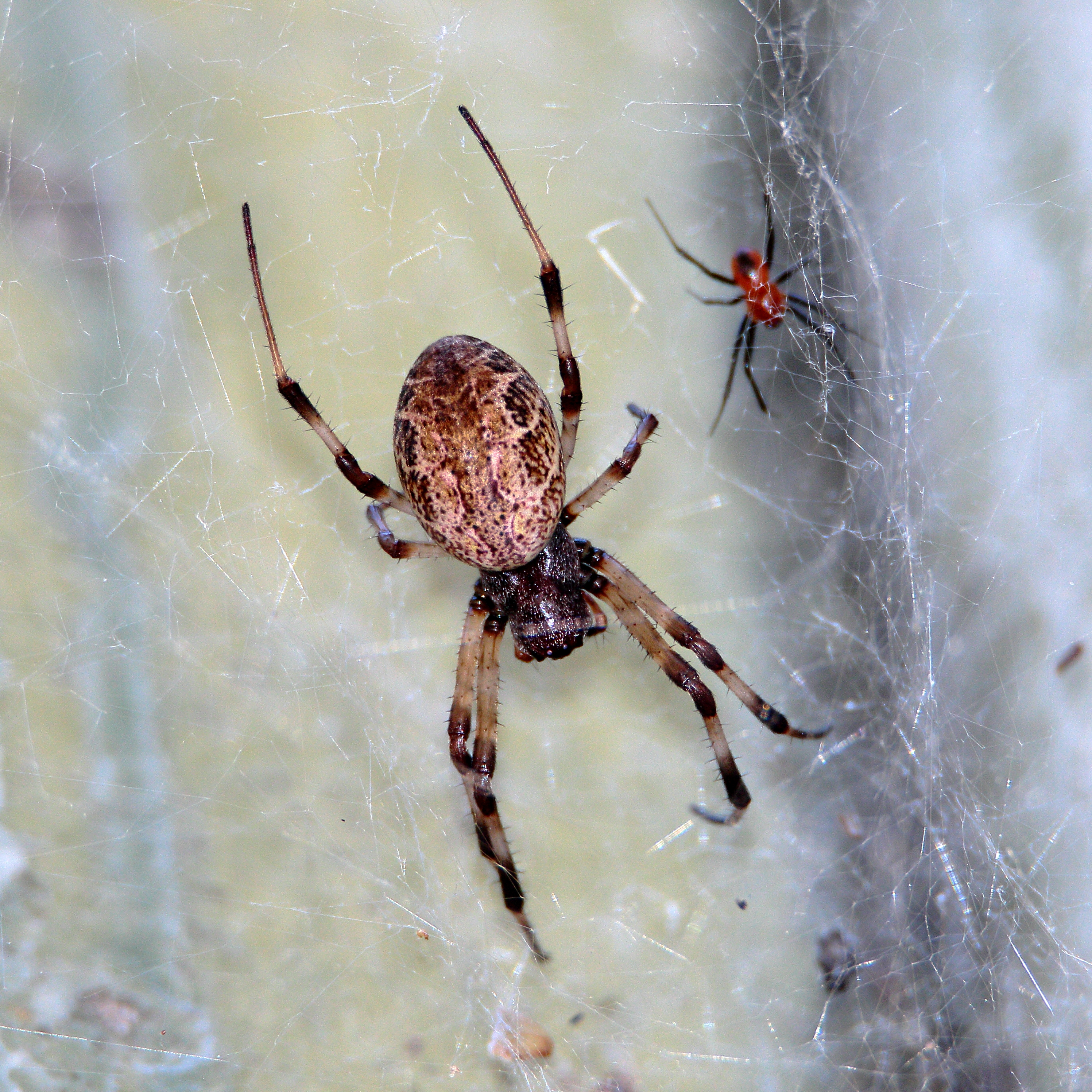
Nephilengys papuana ♀ & ♂

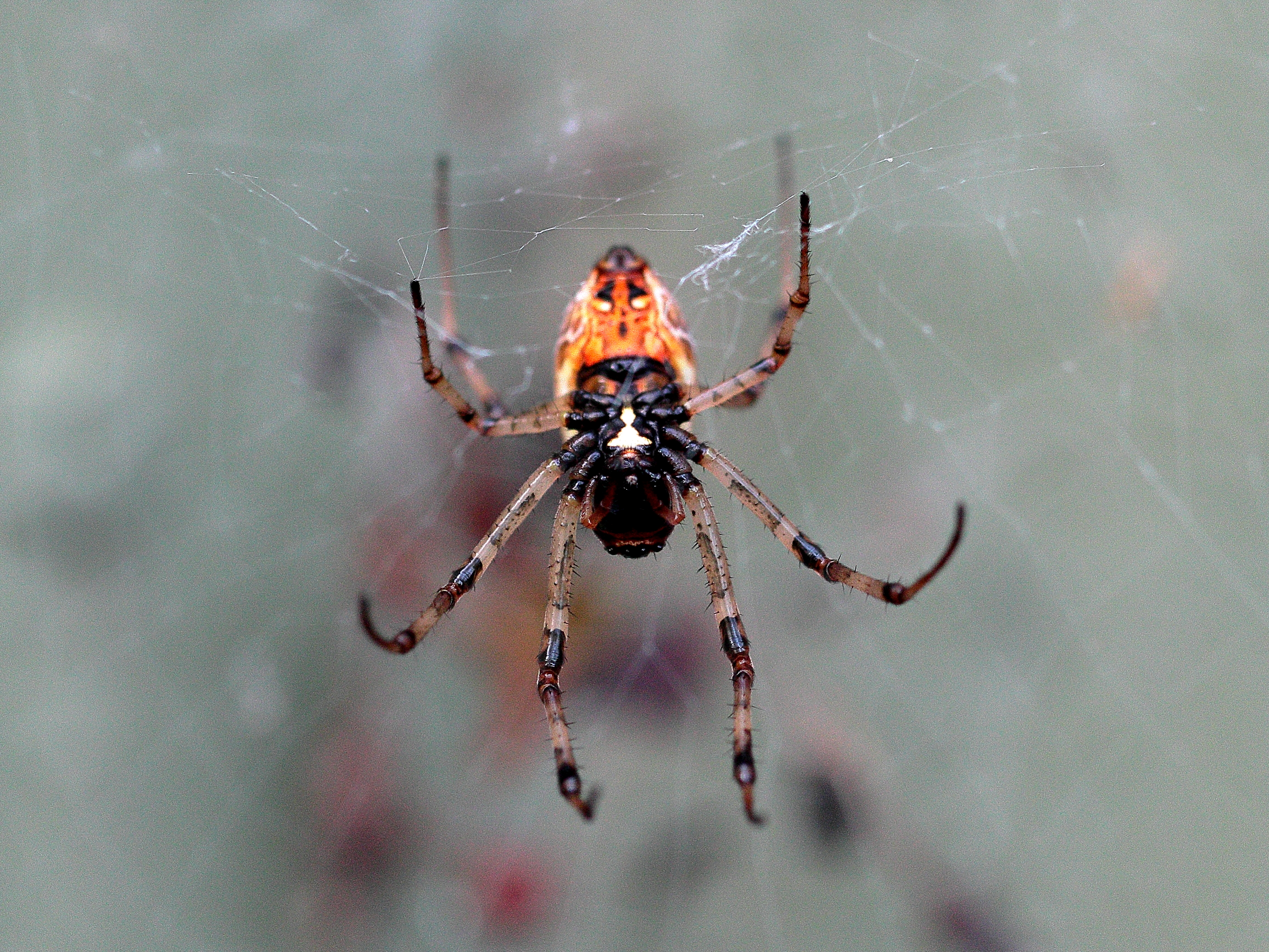
Nephilengys papuana ♀

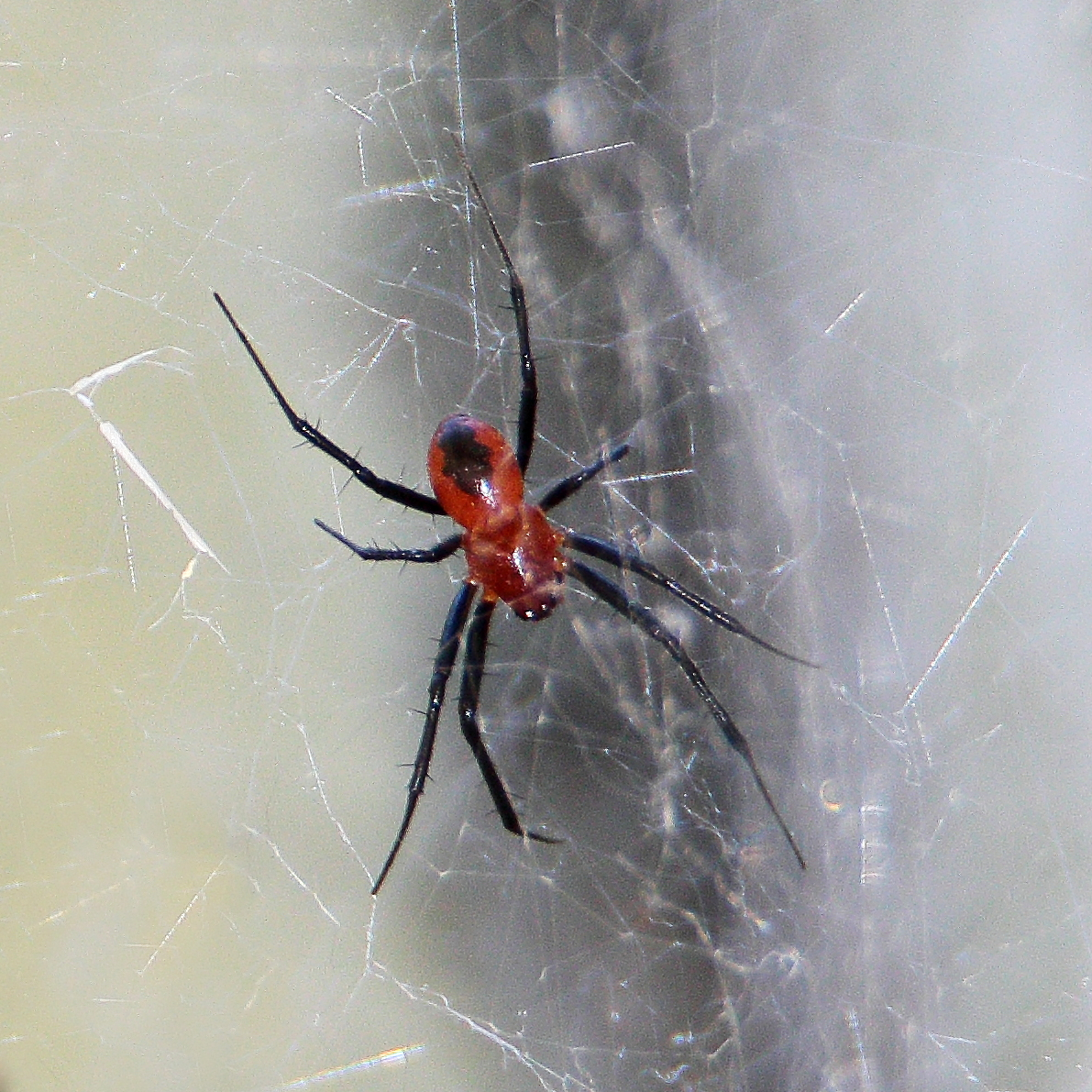
Nephilengys papuana ♂

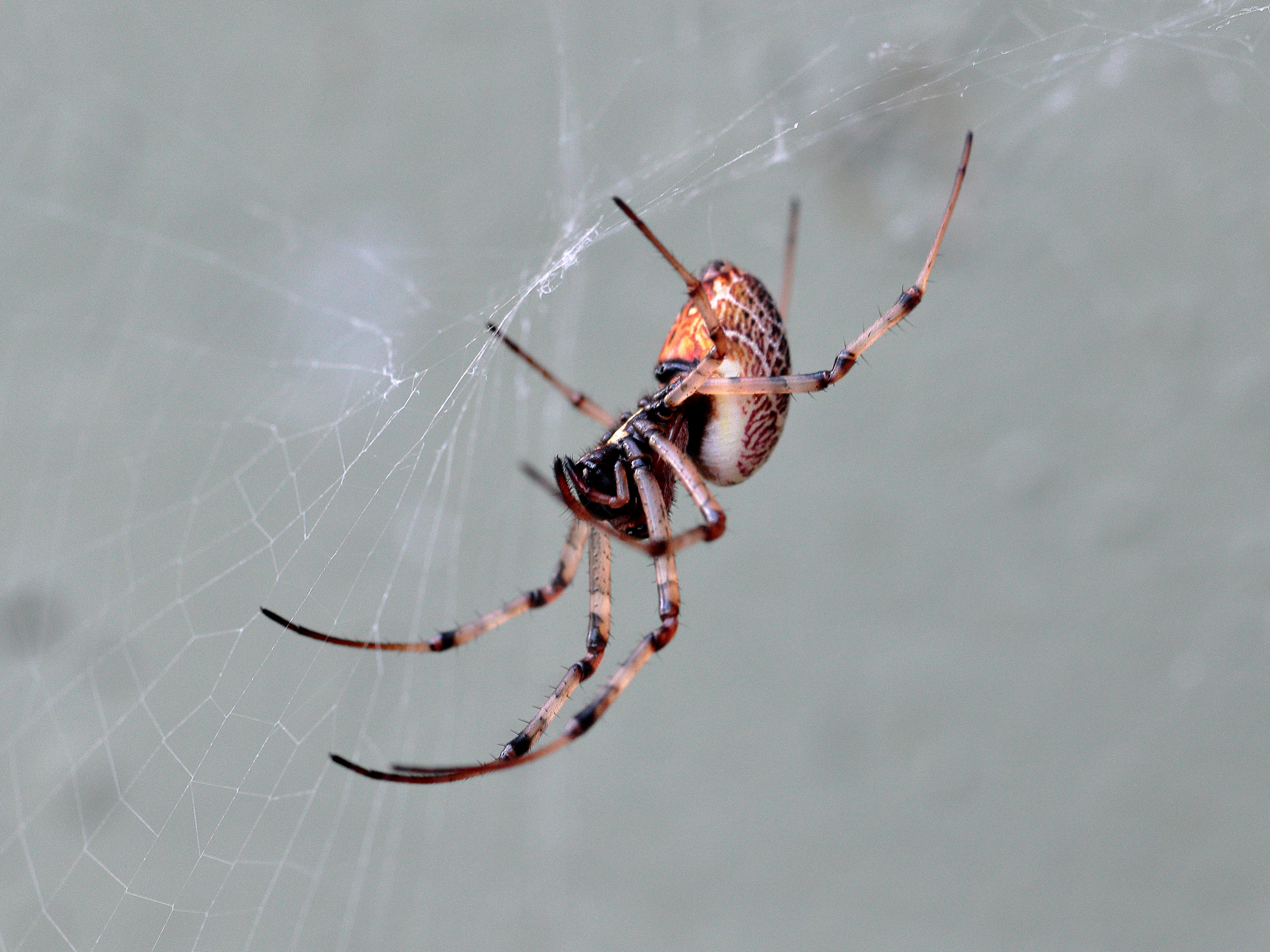
Nephilengys papuana ♀

Le mâle décrit par Kuntner en 2007 mesure 4,7 mm et la femelle 17,4 mm.

## Systématique et taxinomie
Cette espèce a été décrite sous le protonyme Nephilengys malabarensis papuana par Thorell en 1881. Elle est placée en synonymie avec Nephilengys malabarensis par Dahl en 1912. Elle est relevée de synonymie et élevée au rang d'espèce par Kuntner en 2007.
Nephilengys rainbowi a été placée en synonymie par Kuntner en 2007.

## Étymologie
Son nom d'espèce lui a été donné en référence au lieu de sa découverte.

## Publication originale
- Thorell, 1881 : « Studi sui Ragni Malesi e Papuani. III. Ragni dell'Austro Malesia e del Capo York, conservati nel Museo civico di storia naturale di Genova. » Annali del Museo Civico di Storia Naturale di Genova, vol. 17, p. 1-727 (texte intégral).